# 마테 리마츠
마테 리마츠(크로아티아어: Mate Rimac, 1988년 2월 12일~)는 크로아티아의 기업인으로, 리막 아우모빌리의 창립자 겸 대표이사다.